# Schweiz ved vinter-OL 2022
Schweiz' deltagelse ved vinter-OL 2022 i Beijing, Kina i perioden 4. – 20. februar 2022.

## Deltagere
Følgende er listen over disciplinerne, som repræsenterede deltagere optræder i.
| Sport                | Mænd | Kvinder | Total |
| -------------------- | ---- | ------- | ----- |
| Alpint skiløb        | 11   | 11      | 22    |
| Bobslæde             | 8    | 4       | 12    |
| Curling              | 6    | 6       | 12    |
| Freestyle skiløb     | 14   | 8       | 22    |
| Hurtigløb på skøjter | 1    | 1       | 2     |
| Ishockey             | 25   | 23      | 48    |
| Kunstskøjteløb       | 1    | 1       | 2     |
| Kælk                 | 0    | 1       | 1     |
| Langrend             | 8    | 6       | 14    |
| Skeleton             | 1    | 0       | 1     |
| Skihop               | 4    | 0       | 4     |
| Skiskydning          | 4    | 4       | 8     |
| Snowboarding         | 9    | 10      | 19    |
| Total                | 92   | 75      | 167   |

## Medaljer
| 2022 Beijing | Guld | Sølv | Bronze | Total |
| Schweiz      | 7    | 2    | 6      | 15    |

### Medaljevindere
| Schweiz under vinter-OL 2022 i Beijing | Schweiz under vinter-OL 2022 i Beijing | Schweiz under vinter-OL 2022 i Beijing | Schweiz under vinter-OL 2022 i Beijing | Schweiz under vinter-OL 2022 i Beijing |
| Medalje                                | Navn                                   | Sport                                  | Event                                  | Dato                                   |
| -------------------------------------- | -------------------------------------- | -------------------------------------- | -------------------------------------- | -------------------------------------- |
| Guld                                   | Beat Feuz                              | Alpint skiløb                          | Styrtløb – Herrer                      | 7. februar                             |
| Bronze                                 | Lara Gut-Behrami                       | Alpint skiløb                          | Storslalom – Damer                     | 7. februar                             |